# Bierer Berg

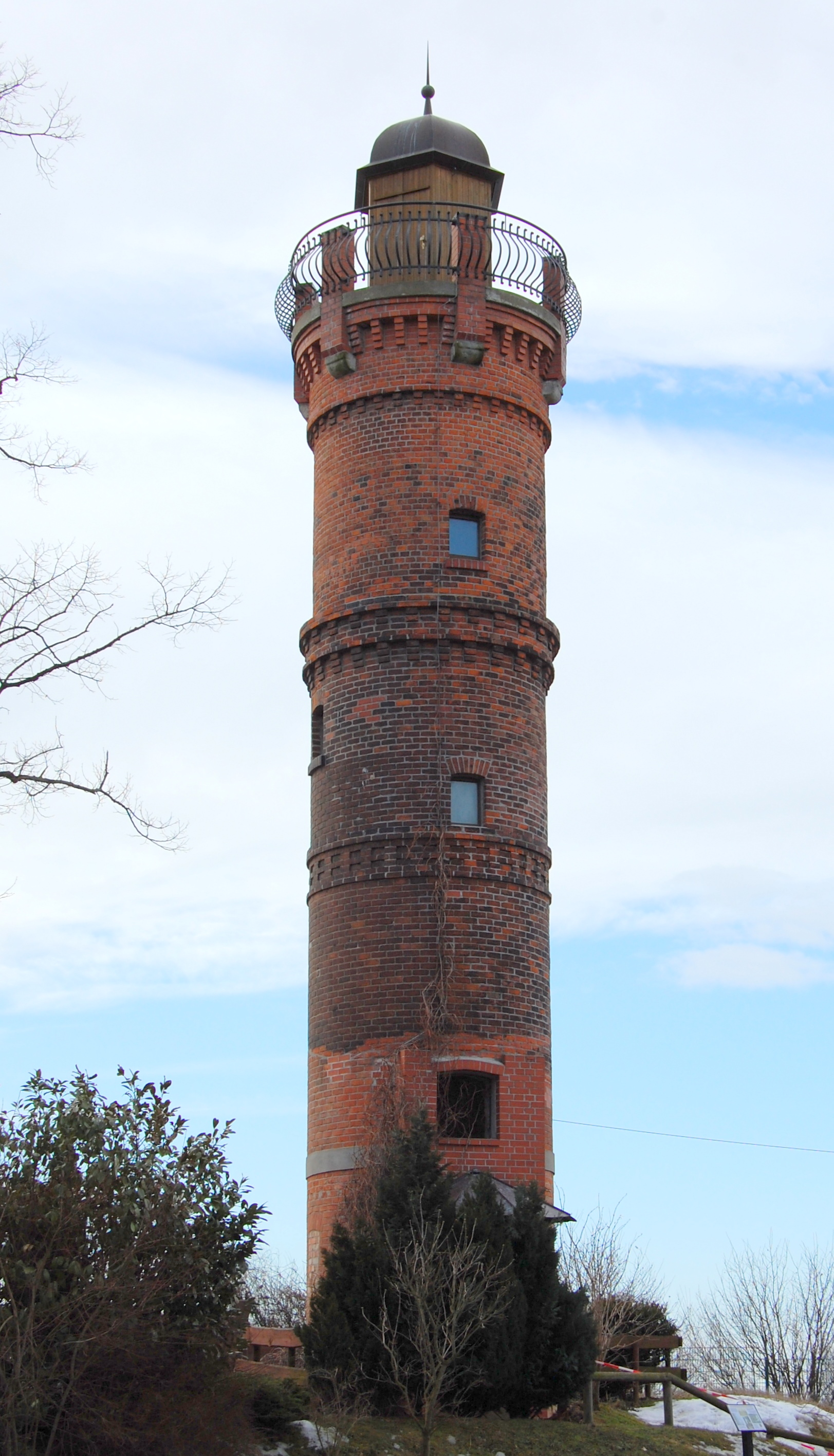
Bismarckturm auf dem Bierer Berg

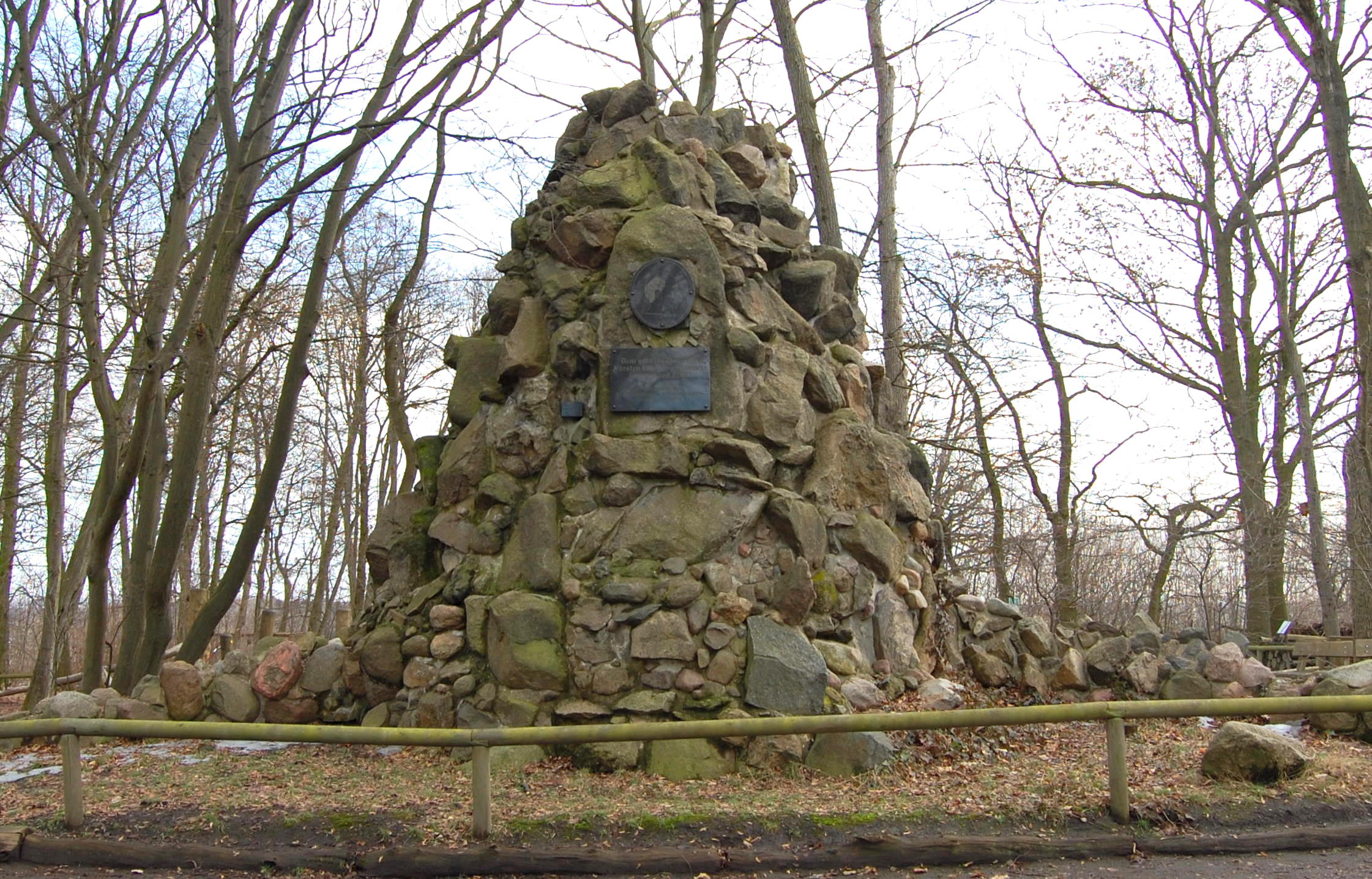
Bismarckdenkmal

Der Bierer Berg ist eine kleine Erhebung südwestlich der Stadt Schönebeck (Elbe), die stark zu Zwecken der Naherholung und für Kulturveranstaltungen genutzt wird.

## Einrichtungen
Auf der eine Höhe von 83 Metern erreichenden baumbestandenen Erhebung befindet sich eine Freilichtbühne, der Heimattiergarten Bierer Berg, ein Aussichtsturm sowie eine Gaststätte. Darüber hinaus besteht ein zu Ehren des Reichskanzlers Otto von Bismarck errichtetes Denkmal. Jeweils im Juli und August eines Jahres wird auf der Freilichtbühne der Schönebecker Operettensommer aufgeführt. Im August findet jährlich das Bierer Berg-Fest statt.
Obwohl der Name Bierer Berg auf das westlich gelegene Dorf Biere verweist, gehört die Erhebung zur Gemarkung der Stadt Schönebeck.

## Geschichte
Der Verschönerungsverein zu Groß Salze gestaltete das Areal ab 1895 zu Ehren Bismarcks um. Anlass war der 80. Geburtstag Bismarcks 1895. Es wurde ein Gedenkstein aufgestellt und Bäume gepflanzt. Der Berg wurde in Bismarckhöhe umbenannt. Im Februar 1897 wurde die Genehmigung zum Bau eines Aussichtsturms samt Wirtschaftsgebäude erteilt. Die Bauten wurden noch im gleichen Jahr fertiggestellt. Der Turm hatte eine Höhe von zunächst 9,5 Metern. Am 2. Juni 1899 wurde das heute noch vorhandene aus Feldsteinen errichtete Bismarckdenkmal eingeweiht. Im Jahr 1907 machte sich eine Erhöhung des Turms auf etwa 13,5 Meter erforderlich, da die gewachsenen Bäume zuvor eine Aussicht vom Turm verhinderten. Heute gehört der Turm zu den 15 erhaltenen Bismarcktürme in Sachsen-Anhalt.
Der Verschönerungsverein erweiterte die Anlage, löste sich jedoch 1937 auf. Die gesamte Anlage fiel an die Stadt Schönebeck.
Im Jahr 1946 wurde der Berg wieder als Bierer Berg benannt. Nach dem Ende des Zweiten Weltkriegs passten in der Sowjetischen Besatzungszone und späteren DDR Bismarck-Ehrungen nicht mehr in die herrschende politische Ausrichtung. Die Anlagen wurden für die Naherholung jedoch weiter geführt. Anlässlich der 750-Jahr-Feier der Stadt Schönebeck im Jahr 1973 wurde die Anlage renoviert und der Heimattiergarten eröffnet. Das ehemalige Wirtschaftsgebäude, welches direkt an den Turm angrenzte, diente als Gaststätte. Seit August 1989 wurde regelmäßig das Bierer-Berg-Fest begangen.
1994 wurde die Gaststätte abgerissen und einige Zeit später ein neues Gaststättengebäude gebaut, welches den Namen Bismarckhöhe wieder aufnahm. Zur 775-Jahr-Feier 1998 wurde eine neue Gedenktafel an das Bismarckdenkmal angebracht. Die Inschrift lautet: Dem großen Deutschen Fürst Otto von Bismarck zum 1. April 1895 sowie kleiner darunter zur Erinnerung an das Wirken des Verschönerungsvereins, die Stadt Schönebeck (Elbe) im Jahr der 775 Jahrfeier.
Seit 1997 findet regelmäßig der Schönebecker Operettensommer statt.
Im Jahr 2006 wurde ein Abenteuerspielplatz errichtet.